# Liste der Baudenkmäler in Mähring

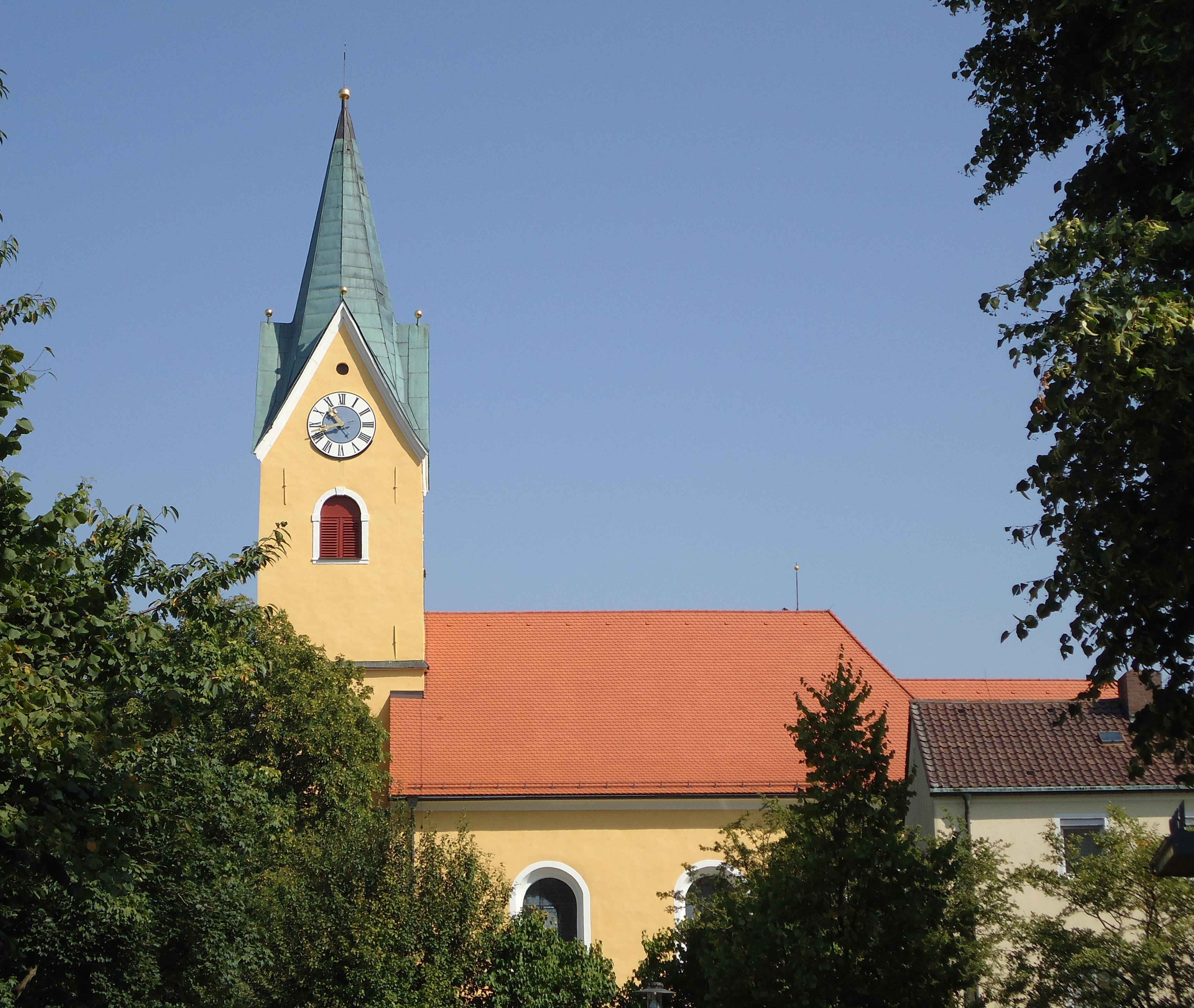
Katholische Pfarrkirche St. Martin in Griesbach

Auf dieser Seite sind die Baudenkmäler in dem Oberpfälzer Markt Mähring zusammengestellt. Diese Tabelle ist eine Teilliste der Liste der Baudenkmäler in Bayern. Grundlage ist die Bayerische Denkmalliste, die auf Basis des Bayerischen Denkmalschutzgesetzes vom 1. Oktober 1973 erstmals erstellt wurde und seither durch das Bayerische Landesamt für Denkmalpflege geführt wird. Die folgenden Angaben ersetzen nicht die rechtsverbindliche Auskunft der Denkmalschutzbehörde.

## Baudenkmäler nach Ortsteilen

### Mähring
| Lage                                                      | Objekt                                                      | Beschreibung | Akten-Nr.     | Bild           |
| --------------------------------------------------------- | ----------------------------------------------------------- | --- | ------------- | -------------- |
| Egerer Straße 1 (Standort)                                | Kleinbauernhaus                                             | Zweigeschossiger Wohnstallbau aus Bruchsteinmauerwerk mit Halbwalm-Frackdach, Umschrot und Fachwerkobergeschoss, zweite Hälfte 18. Jahrhundert | D-3-77-139-2  | BW             |
| An der Lohbachbrücke, Nähe Hauptstraße (Standort)         | Brückenfigur Heiliger Johann Nepomuk                        | Sandsteinskulptur auf Postament, bezeichnet mit „1736“ | D-3-77-139-13 | BW             |
| Hauptstraße 28 (Standort)                                 | Wohnstallhaus eines Dreiseithofs                            | Zweigeschossiger, verputzter Massivbau mit Walmdach und Fachwerkobergeschoss mit akzentuierten Brüstungsfeldern, 1769 (dendrochronologisch bestimmt) Nebengebäude, zweigeschossiger Frackdachbau mit verschaltem Obergeschoss und Giebel, wohl zweite Hälfte 19. Jahrhundert                                                                       | D-3-77-139-7  | BW             |
| Hauptstraße 96 (Standort)                                 | Katholische Pfarrkirche St. Katharina                       | Saalbau, verputzter Massivbau mit Walmdach, 1771, eingezogener, gerade geschlossener Chor 16. Jahrhundert, Vierkantturm mit Laternenzwiebelhaube 1660; mit Ausstattung Mariensäule, Granitsäule mit Kompositkapitell auf Postament, bezeichnet mit „1719“, mit vergoldeter Marienfigur des 19. Jahrhunderts                                        | D-3-77-139-1  | weitere Bilder |
| Kreuzweg (Standort)                                       | Missionskapelle mit Kreuzigungsgruppe und Kreuzwegstationen | Kapelle, verputzter Massivbau mit Satteldach, bezeichnet mit „1853“; mit Ausstattung Kreuzigungsgruppe, säulenflanierte Stele mit bekrönender Kreuzigungsgruppe, Granit, bezeichnet mit „1877“ und „1931“ Kreuzweg mit 14 Stationen, Granit, bezeichnet mit „1931“ und „1975“                                                                      | D-3-77-139-12 | BW             |
| Marktstraße 12 (Standort)                                 | Ehemaliges Gesindehaus eines Vierseithofes                  | Zweigeschossiger, verputzter Massivbau über hakenförmigem Grundriss, mit Satteldächern und Granitfaschen, um 1830/40 | D-3-77-139-50 | BW             |
| Marktstraße 15 (Standort)                                 | Wohnstallhaus eines ehemaligen Dreiseithofes                | Zweigeschossiger, verputzter Massivbau mit Halbwalm-Frackdach, verputztem Fachwerkobergeschoss, vorkragendem Umschrot und Laube Nebengebäude, ehemaliges Ausnahmshaus, zweigeschossiger, verputzter Massivbau mit einseitigem Krüppelwalmdach, Fachwerkobergeschoss und Laube Hofmauer mit Tordurchfahrt und Pforte; zweite Hälfte 18. Jahrhundert | D-3-77-139-3  | BW             |
| Marktstraße 98 (Standort)                                 | Ehemalige Schule, dann Rathaus                              | Zweigeschossiger, verputzter Massivbau mit Halbwalmdach, im Kern nach 1829 | D-3-77-139-10 | BW             |
| Marktstraße 101 (Standort)                                | Ehemaliges Richterhaus                                      | Zweigeschossiger, verputzter Massivbau mit Mansardwalmdach, im Kern von 1771 (Dachwerk dendrochronologisch datiert), Inneres erheblich verändert | D-3-77-139-11 | BW             |
| an der Staatsstraße 2175 Mähring-Neualbenreuth (Standort) | Steinkreuz                                                  | Wohl spätmittelalterlich | D-3-77-139-15 | BW             |
| Högelstein (Standort)                                     | Katholische Kirche St. Nikolaus                             | Saalbau, verputzter Massivbau mit steilem Satteldach, eingezogenem Chor und offenem Dachreiter mit Zwiebelhaube, im Kern Mitte 12. Jahrhundert, 1659–61 wiederhergestellt, nach Brand 1894–99 unter Verwendung des alten Mauerwerks wiederaufgebaut; mit Ausstattung                                                                               | D-3-77-139-14 | weitere Bilder |
| Tirschenreuther Straße 30 (Standort)                      | Ehemalige Mühle                                             | Wohnhaus, zweigeschossiger Bruchsteinbau mit einseitig abgewalmtem Satteldach und Fachwerkobergeschoss, 18. Jahrhundert, Verlängerung und Walmdach 19. Jahrhundert | D-3-77-139-8  | BW             |
| Tirschenreuther Straße 31 (Standort)                      | Bauernhaus                                                  | Zweigeschossiger Satteldachbau in Ecklage, mit Fachwerkobergeschoss, zweite Hälfte 18. Jahrhundert | D-3-77-139-9  | BW             |
| Zollstraße 18 (Standort)                                  | Stadel                                                      | Zweigeschossiger Massivbau mit Halbwalmdach und Fachwerkobergeschoss, 19. Jahrhundert | D-3-77-139-4  | BW             |
| Zollstraße 20 (Standort)                                  | Wohnstallhaus eines Dreiseithofes                           | Zweigeschossiger Massivbau mit einseitig abgewalmtem Satteldach und hofseitig vorkragendem Fachwerkobergeschoss, 18. Jahrhundert | D-3-77-139-5  | BW             |
| Zollstraße 22 (Standort)                                  | Backofen                                                    | Eingeschossiger Bruchsteinbau mit Satteldach, wohl Mitte 19. Jahrhundert | D-3-77-139-6  | BW             |

### Asch
| Lage                       | Objekt                                         | Beschreibung | Akten-Nr.     | Bild |
| -------------------------- | ---------------------------------------------- | --- | ------------- | ---- |
| Oberer Aschberg (Standort) | Bunkeranlage mit Maschinengewehr-Schartenstand | Vertieft in die Erde eingelassen, Stahlbeton, bezeichnet mit „1935“ Zwei weitere Schartenstände zugehörig, siehe Stadt Bärnau, Ahornberg | D-3-77-139-49 | BW   |

### Dippersreuth
| Lage                       | Objekt      | Beschreibung | Akten-Nr.     | Bild           |
| -------------------------- | ----------- | --- | ------------- | -------------- |
| Hasenbühl (Standort)       | Bildstock   | Rechteckiger gedrungener Schaft mit vierseitigem Aufsatz und vier Votivtafeln, Granit, 1835                              | D-3-77-139-18 | BW             |
| Dippersreuth 10 (Standort) | Feldkapelle | Verputzter Massivbau mit Satteldach und Pilastergliederung, bezeichnet mit „1700“, wohl um 1800 verändert                | D-3-77-139-16 | BW             |
| Dippersreuth 16 (Standort) | Kapelle     | Verputzter Massivbau mit Satteldach und neugotischem Okulusfenster im Giebelfeld, bezeichnet mit „1855“; mit Ausstattung | D-3-77-139-17 | weitere Bilder |
| Dippersreuth 16 (Standort) | Kapelle     | Verputzter Massivbau mit Satteldach, wohl frühes 20. Jahrhundert                                                         | D-3-77-139-52 | BW             |

### Fiedlhof
| Lage                  | Objekt    | Beschreibung                                                                                          | Akten-Nr.     | Bild |
| --------------------- | --------- | --- | ------------- | ---- |
| Fiedlhof 2 (Standort) | Bildstock | Säule auf Postament mit vierseitigem Aufsatz und Doppelkreuz aus Eisen, Granit, bezeichnet mit „1706“ | D-3-77-139-19 | BW   |

### Frauenreuth
| Lage                     | Objekt      | Beschreibung                                                                                         | Akten-Nr.     | Bild           |
| ------------------------ | ----------- | --- | ------------- | -------------- |
| Erlwiesen (Standort)     | Feldkapelle | Massivbau mit Satteldach und einfacher Putzgliederung, erste Hälfte 19. Jahrhundert; mit Ausstattung | D-3-77-139-21 | weitere Bilder |
| Frauenreuth 3 (Standort) | Ortskapelle | Verputzter Bruchsteinbau mit Satteldach, 18./19. Jahrhundert, 1907 erneuert; mit Ausstattung         | D-3-77-139-20 | BW             |

### Griesbach
| Lage                                              | Objekt                             | Beschreibung | Akten-Nr.     | Bild           |
| ------------------------------------------------- | ---------------------------------- | --- | ------------- | -------------- |
| Griesbach 1 1/2 (Standort)                        | Gütlerhaus                         | Wohnhaus, eingeschossiger, verputzter Bruchsteinbau mit Satteldach und massivem, holzverschaltem Stadelanbau, 1801 | D-3-77-139-23 | BW             |
| Griesbach 19 (Standort)                           | Vierseithof                        | Wohnhaus, eingeschossiger, teils verputzter Bruchsteinbau mit Satteldach und Granitgewänden, im Kern vor 1775, im 19. Jahrhundert überformt Scheune, teils Bruchsteinmauerwerk, teils Holzständerkonstruktion, mit Satteldach, 19. Jahrhundert, über älterem Kern Winkelförmige Remise über Kellergewölbe, teils Bruchsteinmauerwerk, teils Holzständerkonstruktion, mit Satteldach, 19. Jahrhundert, über älterem Kern Hoftor Hofbrunnen, Granit | D-3-77-139-51 | BW             |
| Griesbach 31 (Standort)                           | Katholische Pfarrkirche St. Martin | Saalbau, verputzter Massivbau mit eingezogenem, dreiseitig geschlossenem Chor und Westturm mit Spitzhelm, von Bernhard Martin Windwart, 1782/83, 1969/70 umgestaltet; mit Ausstattung Ehemalige Friedhofskapelle, jetzt Leichenhaus, verputzter Massivbau mit Satteldach und dreiseitig geschlossenem Altarraum, um 1800, im Kern wohl mittelalterlicher Karner Kriegerdenkmal für die Gefallenen von 1914–18 und 1939–45, Granit                 | D-3-77-139-22 | weitere Bilder |
| Gänslohe. am Weg nach Unterkellermühle (Standort) | Bildstock, sogenannte Weiße Marter | Rundschaft auf Postament und vierseitiger Aufsatz mit Bildnischen, Granit, bezeichnet mit „1720“ | D-3-77-139-25 | BW             |
| Vogelherd, am Weg nach Oberkellermühle (Standort) | Bildstock, sogenannte Rote Marter  | Votivbild 19. Jahrhundert, Schaft erneuert | D-3-77-139-24 | BW             |
| Von Griesbach nach Ziegelhütte (Standort)         | Steinkreuz                         | Wohl mittelalterlich | D-3-77-139-26 | BW             |

### Groppenmühle
| Lage                                       | Objekt      | Beschreibung                                                                                          | Akten-Nr.     | Bild |
| ------------------------------------------ | ----------- | --- | ------------- | ---- |
| Kapellenacker, westlich vom Ort (Standort) | Feldkapelle | Verputzter Massivbau mit Satteldach und geohrtem Granitportal, bezeichnet mit „1822“; mit Ausstattung | D-3-77-139-28 | BW   |
| Mühlbühl (Standort)                        | Kapelle     | Massivbau mit Satteldach und einfacher Putzgliederung, um 1900; mit Ausstattung                       | D-3-77-139-27 | BW   |

### Großkonreuth
| Lage                                             | Objekt                                       | Beschreibung | Akten-Nr.     | Bild           |
| ------------------------------------------------ | -------------------------------------------- | --- | ------------- | -------------- |
| Gartenäcker, am Weg nach Dippersreuth (Standort) | Feldkapelle                                  | Verputzter Massivbau mit Satteldach und spitzbogigem Eingang, um 1900; mit Ausstattung | D-3-77-139-32 | weitere Bilder |
| Großkonreuth 16 (Standort)                       | Ehemaliger katholischer Pfarrhof             | Vierseithof Ehemaliges Wohnhaus (Südflügel), zweigeschossiger, verputzter Massivbau mit Walmdach Schupfen (Ost- und Nordflügel), eingeschossige Freiständerbauten mit Sattel- und Walmdach Stall, eingeschossiger Massivbau mit Satteldach; 1806–09 | D-3-77-139-30 | BW             |
| Großkonreuth 25 (Standort)                       | Katholische Pfarrkirche St. Johannes Baptist | Saalbau, verputzter Massivbau, ehemaliges Langhaus 1726 von Philipp Mühlmayer im Anschluss an den mittelalterlichen, im Obergeschoss oktogonalen Chorturm mit Zeltdach, 1928/29 längsgestreckter, oktogonaler Erweiterungsbau in neubarocken Formen; mit Ausstattung. Das Langhausdeckenfresko: Namensgebung, Predigt, Enthauptung des Johannes, Taufe Jesu (4-seitiges Feld) sind von dem Münchner Kunstmaler Josef Wittmann und gemalt in 1953. | D-3-77-139-29 | weitere Bilder |
| In Großkonreuth, Nähe Hausnummer 34 (Standort)   | Feldkapelle                                  | Verputzter Massivbau mit Satteldach und steinerner Supraporte, 19. Jahrhundert | D-3-77-139-33 | BW             |
| In Großkonreuth (Standort)                       | Feldkapelle                                  | Massivbau mit stichbogigem Eingang, 1910; mit Ausstattung | D-3-77-139-31 | weitere Bilder |
| An der Straße nach Tirschenreuth (Standort)      | Kruzifix                                     | Postament und Kreuz Stein, Korpus Metall, 19. Jahrhundert | D-3-77-139-34 | weitere Bilder |

### Hiltershof
| Lage                     | Objekt      | Beschreibung                                                  | Akten-Nr.     | Bild |
| ------------------------ | ----------- | ------------------------------------------------------------- | ------------- | ---- |
| In Hiltershof (Standort) | Ortskapelle | Verputzter Massivbau mit Satteldach, um 1890; mit Ausstattung | D-3-77-139-35 | BW   |

### Laub
| Lage              | Objekt  | Beschreibung                                                  | Akten-Nr.     | Bild |
| ----------------- | ------- | ------------------------------------------------------------- | ------------- | ---- |
| Laub 4 (Standort) | Kapelle | Verputzter Massivbau mit Satteldach, um 1900; mit Ausstattung | D-3-77-139-36 | BW   |

### Neumühle
| Lage                    | Objekt                                           | Beschreibung | Akten-Nr.     | Bild |
| ----------------------- | ------------------------------------------------ | --- | ------------- | ---- |
| Neumühle 106 (Standort) | Ehemalige Mühle (Nordflügel eines Vierseithofes) | Halbwalm-Frackdachhaus mit gemauertem, zweigeschossigen Wohnteil, Mühle in Blockbauweise, Fachwerk unter Verputz, 18. Jahrhundert, Umbauten mit Errichtung des Obergeschosses des Wohnteils 19. Jahrhundert | D-3-77-139-37 | BW   |

### Poppenreuth bei Tirschenreuth
| Lage                                       | Objekt                                     | Beschreibung                                                               | Akten-Nr.     | Bild                                       |
| ------------------------------------------ | ------------------------------------------ | -------------------------------------------------------------------------- | ------------- | ------------------------------------------ |
| Eichelgarten (Standort)                    | Wegkapelle, sogenannte Altherrgottskapelle | Verputzter Massivbau mit Steildach, bezeichnet mit „1676“; mit Ausstattung | D-3-77-139-43 | Wegkapelle, sogenannte Altherrgottskapelle |
| Poppenreuth bei Tirschenreuth 3 (Standort) | Ortskapelle                                | Verputzter Massivbau mit Satteldach, um 1890; mit Ausstattung              | D-3-77-139-38 | BW                                         |

### Redenbach
| Lage                                    | Objekt      | Beschreibung                                                                       | Akten-Nr.     | Bild |
| --------------------------------------- | ----------- | ---------------------------------------------------------------------------------- | ------------- | ---- |
| Kreuz, östlich von Redenbach (Standort) | Feldkapelle | Verputzter Massivbau mit Satteldach, erste Hälfte 19. Jahrhundert; mit Ausstattung | D-3-77-139-44 | BW   |

### Treppenstein
| Lage                        | Objekt                                                        | Beschreibung | Akten-Nr.     | Bild |
| --------------------------- | ------------------------------------------------------------- | --- | ------------- | ---- |
| Bei Treppenstein (Standort) | Wegkapelle                                                    | Verputzter Massivbau mit Satteldach, bezeichnet mit „1739“; mit Ausstattung | D-3-77-139-47 | BW   |
| Treppenstein 1 (Standort)   | Ehemaliges Hammerherrenhaus, jetzt Bauernanwesen und Gasthaus | Zweigeschossiger, verputzter Massivbau mit Halbwalmdach und geschweiften Fensterfaschen, bezeichnet mit „1783“ Mühle, zweigeschossiger, verputzter Massivbau und geschweiften Fensterfaschen, zum Teil 1783, 1939 aufgestockt, mit Stadelanbau Hofmauer mit Tordurchfahrt und Pforte, wohl um 1783 | D-3-77-139-45 | BW   |
| Treppenstein 2 (Standort)   | Ehemaliges Hammerherrenhaus                                   | Zweigeschossiger Bruchsteinbau mit Halbwalmdach, Holztüre, bezeichnet mit „1795“ Stallanbau, langgestreckter, eingeschossiger Bruchsteinbau mit Halbwalmdach und Umschrot, 18./19. Jahrhundert | D-3-77-139-46 | BW   |
| im Tiegelwald (Standort)    | Rest eines Hochofens                                          | Mit Keller und künstlichem Wassergraben, Ende 16. Jahrhundert nicht nachqualifiziert, im Bayerischen Denkmal-Atlas nicht kartiert | D-3-77-139-48 | BW   |

## Ehemalige Baudenkmäler
In diesem Abschnitt sind Objekte aufgeführt, die früher einmal in der Denkmalliste eingetragen waren, jetzt aber nicht mehr. Objekte, die in anderem Zusammenhang also z. B. als Teil eines Baudenkmals weiter eingetragen sind, sollen hier nicht aufgeführt werden. Aktennummern in diesem Abschnitt sind ehemalige, jetzt nicht mehr gültige Aktennummern.

| Lage                                                                       | Objekt                                          | Beschreibung | Akten-Nr.     | Bild |
| -------------------------------------------------------------------------- | ----------------------------------------------- | --- | ------------- | ---- |
| Poppenreuth bei Tirschenreuth Poppenreuth bei Tirschenreuth 5 a (Standort) | Wohnhaus eines Vierseithofes                    | Zweigeschossiger, verputzter Massivbau mit Satteldach, in barocken Bauformen, mit Mühlenteil Wohnstallhaus, ehemaliges Ausnahmshaus, zweigeschossiger, verputzter Massivbau mit Satteldach; spätes 18. Jahrhundert | D-3-77-139-40 | BW   |
| Poppenreuth bei Tirschenreuth In Poppenreuth bei Tirschenreuth (Standort)  | Restanlage eines Plochwerkes für ein Weiherhaus | Mit Weiher und Inselbau, urkundlich 14. Jahrhundert | D-3-77-139-42 | BW   |